# Andrew Hodges
Andrew Hodges (Londra, 1949) è un matematico britannico.

## Biografia
Hodges nacque a Londra, in Inghilterra. Sin dai primi anni '70, Hodges ha lavorato alla teoria dei twistor, la quale è l'approccio al problema di fisica fondamentale di cui è stato pioniere Roger Penrose. È stato anche coinvolto nel movimento di liberazione gay.

## Opere
- Alan Turing. Storia di un enigma, Torino, Bollati Boringhieri, 2014. EAN 9788833926575.